# Arthur Dominique Rozaire

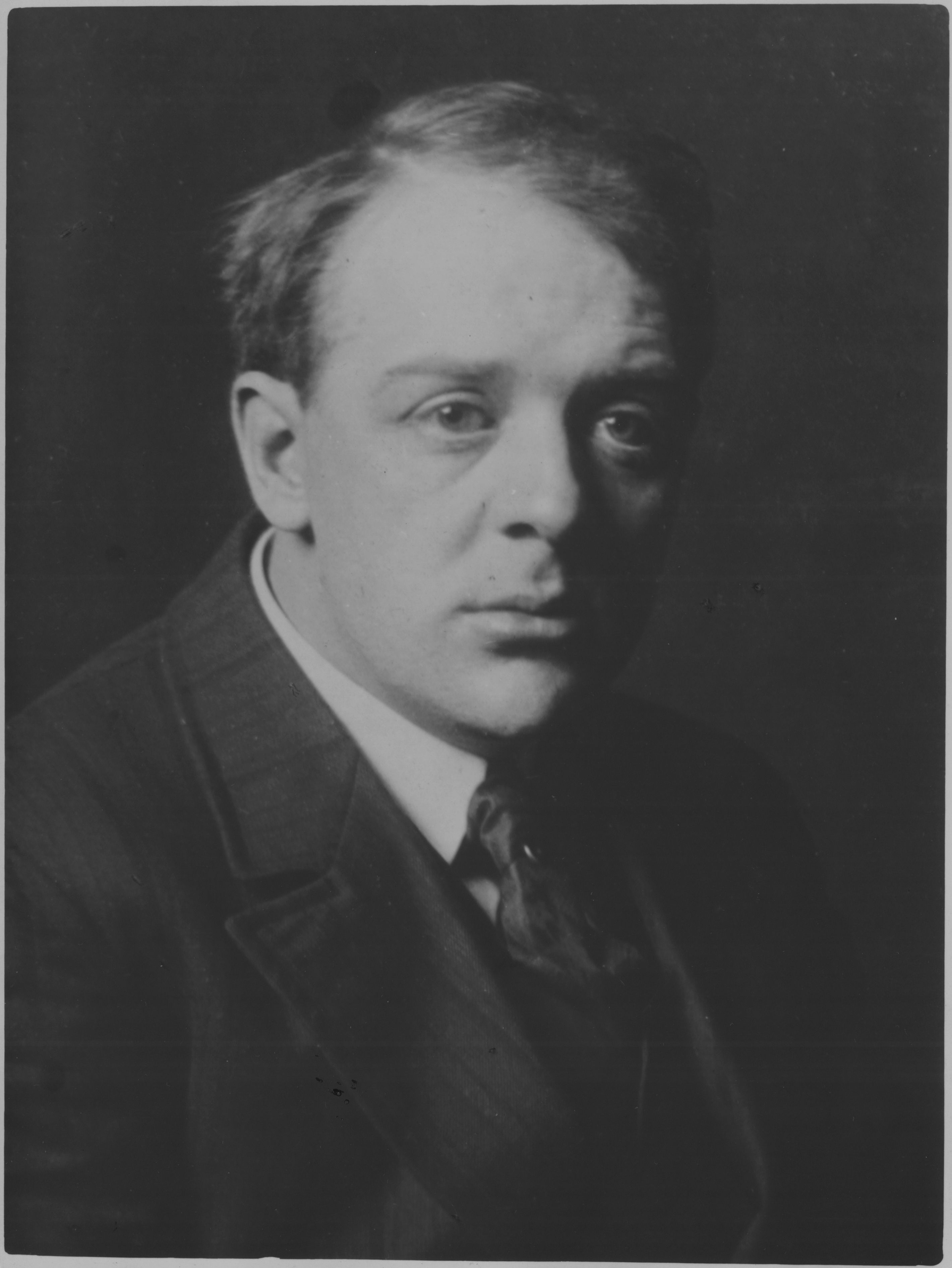
Arthur Dominique Rozaire

Arthur Dominique Rozaire (* 1879 in Montréal, Kanada; † 28. Februar 1922 in Los Angeles) war ein für seine Landschafts- und Küstendarstellungen bekannter impressionistischer Maler und Fotograf.

## Leben

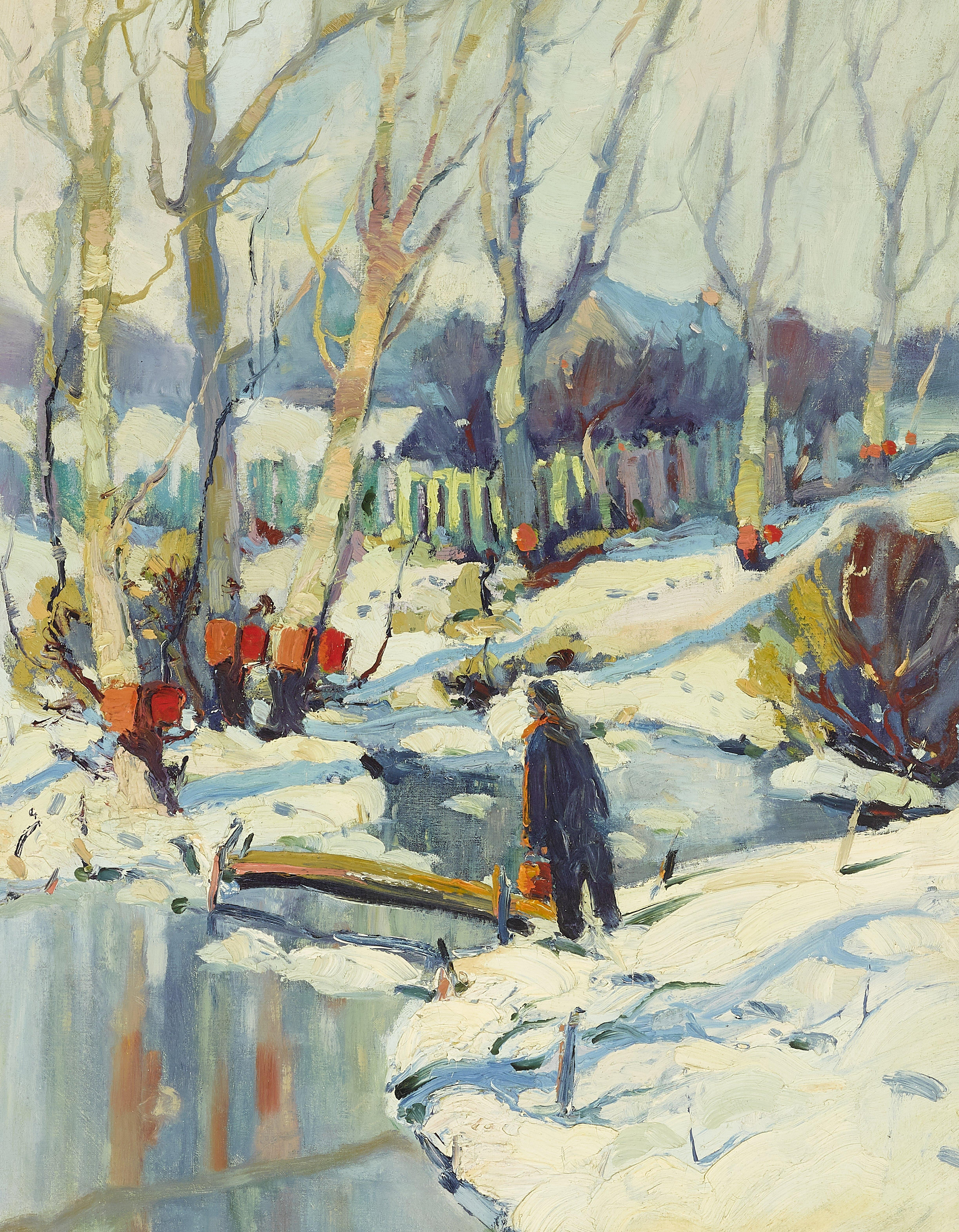
Red Sap Buckets, ca. 1908. Red Sap Buckets sind Auffangvorrichtungen zum Sammeln von rotem Baumsaft.

Arthur Dominique Rozaire wurde 1879 als Sohn eines Dekorateurs in Montréal geboren. Seine künstlerische Ausbildung begann er am Conseil des arts et manufactures du Québec und setzte sie am Monument National unter Edmond Dyonnet fort. Später studierte er bei William Brymner und Maurice Cullen an der Société d'Art de Montréal. Maurice Cullen nahm ihn zum Zeichnen in die Laurentians mit und führte ihn in den Impressionismus ein. Er stellte seine Werke auf den Frühjahrsausstellungen der Art Association of Montreal (1900–1917), der Royal Canadian Academy of Arts (1907–1920) und des Canadian Art Club (1908) aus. Arthur Dominique Rozaire war ein leidenschaftlicher impressionistischer Maler, der seine Skizzen großzügig und mit viel Impasto anfertigte.
1915 wurde bei ihm Tuberkulose diagnostiziert und 1917 zog er mit seiner Frau und seinen Kindern nach Los Angeles, wo er ein angenehmeres Klima als in Kanada vorfand. Arthur Dominique Rozaire war in den dortigen Künstlerkreisen aktiv und diente als Jurymitglied des California Art Club. Doch am 26. Februar 1922, im Alter von dreiundvierzig Jahren, erkrankt Rozaire an einer Lungenentzündung und stirbt.

## Werk
Arthur Dominique Rozaire war für seine Landschaftsmalerei bekannt und entwickelte sich schnell zu einem begabten Maler, der die Schönheiten der Landschaft Québecs mit großem Einfühlungsvermögen festhielt. Besonders erfolgreich war er in der Darstellung von Sonnen- und Nachtszenen, in denen er sein feines Gespür für Schattierungen unter Beweis stellte. Er malte auch Szenen aus Montreal, Westmount, Mount Royal und ländliche Gegenden (die Hügel, Seen und Flüsse der Laurentians). In seinen Landschaften sind oft Figuren oder Vieh zu sehen. Die Tageszeiten (der frühe Morgen und der Sonnenuntergang) faszinierten ihn wegen ihrer subtilen Farbvielfalt.